# Маюр
Маюр (хорв. Majur) — община с центром в одноимённом селе в центральной части Хорватии, в Сисацко-Мославинской жупании. В состав общины кроме административного центра входят ещё 10 деревень. До 1921 года село называлось Маюр, с 1921 по 1997 год — Костайнички-Маюр, с 1997 года вновь Маюр.

## Население
Население общины 1185 человек (2011), население села — 324 человека.
В Маюре исторически проживало смешанное сербско-хорватское население. По переписи 1991 54 % населения села составляли сербы, 40,5 % — хорваты. Во время войны в Хорватии в 1991 году Маюр был занят частями самопровозглашённой Республики Сербская Краина, после чего большая часть хорватского населения бежала, а все католические церкви общины разрушены. В деревне Костричи, входящей в состав общины, были убиты 16 мирных жителей хорватской национальности. После операции Буря Маюр вернулся под контроль хорватских сил, после чего хорватское население вернулось, а беженцами стало уже большинство сербов. Впоследствии часть сербского населения вернулась в общину. По переписи 2001 года хорваты составляли 79 % населения, сербы — 19 %. по переписи 2011 года — хорваты насчитывали 70 % населения, сербы — 27,3 %.

## География и транспорт
Община расположена в междуречье рек Уны и Суни в трёх километрах к северу от города Хрватска-Костайница. Через территорию общины проходит автодорога D30 Хрватска-Костайница — Петринья и ответвляющаяся от неё дорога D521 на село Суня. В селе Маюр есть железнодорожная станция на линии Сисак — Хрватска-Костайница.